# President's Cup
El torneig de Nursultan, conegut oficialment com a President's Cup, és una competició tennística professional que es disputa sobre pista dura interior al National Tennis Centre de Nursultan, Kazakhstan. Pertany al circuit ATP Challenger Tour.
El torneig es va crear l'any 2007 amb el nom de President's Cup dins el circuit ATP Challenger Tour, i dos anys després també es va afegir en categoria femenina dins el circuit ITF.

## Palmarès

### Individual masculí
| Any      | Campió                | Finalista           | Resultat         |
| -------- | --------------------- | ------------------- | ---------------- |
| 2019     | Ievgueni Donskoi (3)  | Sebastian Korda     | 7−6(5), 3−6, 6−4 |
| 2018     | Sebastian Ofner       | Daniel Brands       | 7−6(5), 6−3      |
| 2017     | Egor Gerasimov        | Mikhaïl Kukuixkin   | 7−6(9), 4−6, 6−4 |
| 2016     | Ievgueni Donskoi      | Konstantin Kravchuk | 6−3, 6−3         |
| 2015     | Mikhaïl Kukuixkin (2) | Evgeny Donskoy      | 6−2, 6−2         |
| 2014 (2) | Ričardas Berankis     | Marsel İlhan        | 7−5, 5−7, 6−3    |
| 2014 (1) | Andrey Golubev (3)    | Gilles Müller       | 6−4, 6−4         |
| 2013     | Dudi Sela             | Mikhaïl Kukuixkin   | 5−7, 6−2, 7−6    |
| 2012     | Ievgueni Donskoi      | Marsel İlhan        | 6−3, 6−4         |
| 2011     | Mikhaïl Kukuixkin     | Sergei Bubka        | 6−3, 6−4         |
| 2010     | Ivan Dodig            | Igor Kunitsyn       | 6−4, 6−3         |
| 2009     | Andrey Golubev        | Illya Marchenko     | 6−3, 6−3         |
| 2008     | Andrey Golubev        | Laurent Recouderc   | 1−6, 7−5, 6−3    |
| 2007     | Mikhail Ledovskikh    | Björn Phau          | 7−6, 6−3         |

### Individual femení
| Any  | Campiona               | Finalista             | Resultat      |
| ---- | ---------------------- | --------------------- | ------------- |
| 2019 | Marie Bouzková         | Natalija Kostić       | 6−3, 6−3      |
| 2018 | Ekaterine Gorgodze     | Sabina Sharipova      | 6−4, 6−1      |
| 2017 | Zhang Shuai            | Ysaline Bonaventure   | 6−3, 6−4      |
| 2016 | Alyona Sotnikova       | Veronika Kudermétova  | 6−2, 6−3      |
| 2015 | Natela Dzalamidze      | Ksenia Pervak         | 6−6, retirada |
| 2014 | Vitalia Diatchenko (2) | Çağla Büyükakçay      | 6−4, 3−6, 6−2 |
| 2013 | Nadia Kitxenok         | Maria João Koehler    | 6−4, 7−5      |
| 2012 | Maria João Koehler     | Marta Sirotkina       | 7−5, 6−2      |
| 2011 | Vitalia Diatchenko     | Akgul Amanmuradova    | 6−4, 6−1      |
| 2010 | Evgeniya Rodina        | Ekaterina Dzehalevich | 4−6, 6−1, 6−4 |
| 2009 | Anastasiya Yakimova    | Nikola Hofmanova      | 6−0, 6−4      |

### Dobles masculins
| Any      | Campions                                | Finalistes                          | Resultat               |
| -------- | --------------------------------------- | ----------------------------------- | ---------------------- |
| 2019     | Andrey Golubev Aleksandr Nedovyesov     | Chung Yun-seong Nam Ji-sung         | 6−4, 6−4               |
| 2018     | Mikhail Elgin Yaraslav Shyla            | Arjun Kadhe Denis Yevseyev          | 7−5, 7−6(6)            |
| 2017     | Toshihide Matsui Vishnu Vardhan         | Evgeny Karlovskiy Evgeny Tyurnev    | 7−6(3), 6−7(5), [10−7] |
| 2016     | Yaraslav Shyla Andrei Vasilevski        | Mikhail Elgin Alexander Kudryavtsev | 6−4, 6−4               |
| 2015     | Konstantin Kravchuk Denys Molchanov (3) | Chung Yun-seong Jurabek Karimov     | 6−2, 6−2               |
| 2014 (2) | Sergei Bubka Marco Chiudinelli          | Chen Ti Huang Liang-chi             | 6−3, 6−4               |
| 2014 (1) | Sergey Betov Alexander Bury             | Andrey Golubev Evgeny Korolev       | 6−1, 6−4               |
| 2013     | Riccardo Ghedin Claudio Grassi          | Andrey Golubev Mikhaïl Kukuixkin    | 3−6, 6−3, [10−8]       |
| 2012     | Konstantin Kravchuk Denys Molchanov     | Karol Beck Kamil Čapkovič           | 6−4, 6−3               |
| 2011     | Konstantin Kravchuk Denys Molchanov     | Arnau Brugués Davi Malek Jaziri     | 7−6(4), 6−7(1), [10−3] |
| 2010     | Colin Fleming Ross Hutchins             | Michail Elgin Alexander Kudryavtsev | 6−3, 7−6(10)           |
| 2009     | Jonathan Marray Jamie Murray            | David Martin Rogier Wassen          | 4−6, 6−3, [10−5]       |
| 2008     | Michail Elgin Alexander Kudryavtsev     | George Bastl Marco Chiudinelli      | 6−4, 6−7, [10−8]       |
| 2007     | Daniel Brands Adam Feeney               | Kamil Čapkovič Ivan Dodig           | 6−2, 6−4               |

### Dobles femenins
| Any  | Campiones                                  | Finalistes                            | Resultat         |
| ---- | ------------------------------------------ | ------------------------------------- | ---------------- |
| 2019 | Marie Bouzková Vivian Heisen               | Vlada Koval Kamilla Rakhimova         | 7−6(8), 6−1      |
| 2018 | Berfu Cengiz Anna Danilina                 | Akgul Amanmuradova Ekaterine Gorgodze | 3−6, 6−3, [10−7] |
| 2017 | Natela Dzalamidze Veronika Kudermétova (2) | Ysaline Bonaventure Naomi Broady      | 6−2, 6−0         |
| 2016 | Natela Dzalamidze Veronika Kudermétova     | Polina Monova Yana Sizikova           | 6−2, 6−3         |
| 2015 | Natela Dzalamidze Alena Tarasova           | Başak Eraydın Ksenia Palkina          | 6−0, 6−1         |
| 2014 | Vitalia Diatchenko Margarita Gasparyan     | Michaela Boev Anna-Lena Friedsam      | 6−4, 6−1         |
| 2013 | Liudmila Kitxenok Nadia Kitxenok           | Nina Bratchikova Valeria Solovyeva    | 6−2, 6−2         |
| 2012 | Oksana Kalashnikova Marta Sirotkina        | Liudmila Kitxenok Nadia Kitxenok      | 3−6, 6−4, [10−2] |
| 2011 | Vitalia Diatchenko Galina Voskoboeva       | Akgul Amanmuradova Alexandra Panova   | 6−3, 6−4         |
| 2010 | Nina Bratchikova Ekaterina Ivanova         | Yuliana Fedak Anastasiya Vasylyeva    | 6−4, 6−4         |
| 2009 | Yuliana Fedak Darya Kustova                | Nina Bratchikova Ágnes Szatmári       | 6−4, 7−5         |